# Sidi ben Ashir

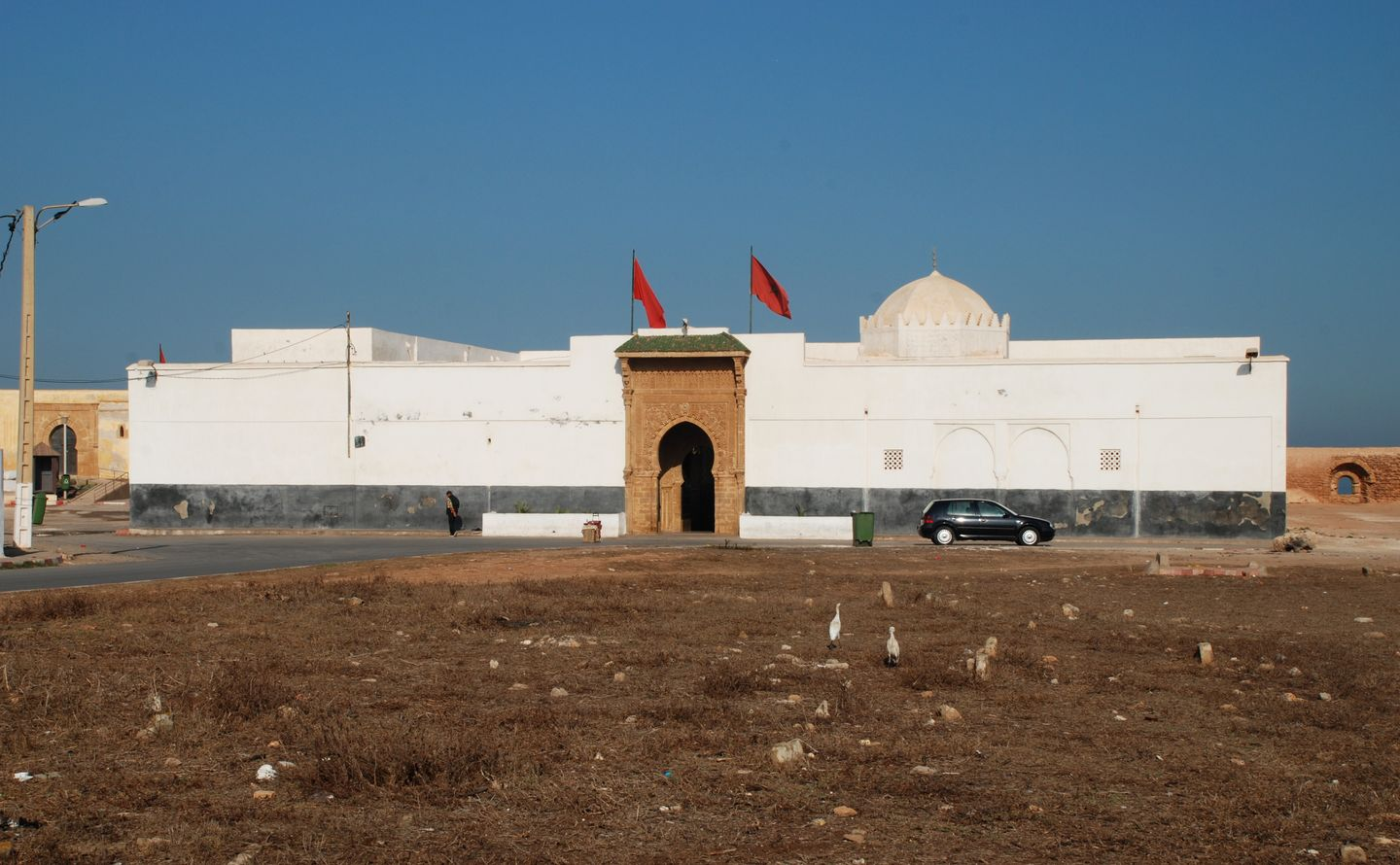
Il mausoleo di Sīdī ben ʿĀshir a Salé

Aḥmad ibn Muḥammad ibn ʿOmar ibn ʿĀshir al-Andalusī, più semplicemente noto come  Sīdī ben ʿĀshir o Benʿāshir (in arabo سيدي أحمد بن محمد بن عمر بن عاشر الأندلسي‎?; Jimena de la Frontera, ... – Salé, 1364), è stato un mistico sufi arabo-andaluso. È uno dei principali santi della città di Salé (Marocco), assieme ad Abd Allah ben Hassun e Ahmad Hajji.

## Biografia

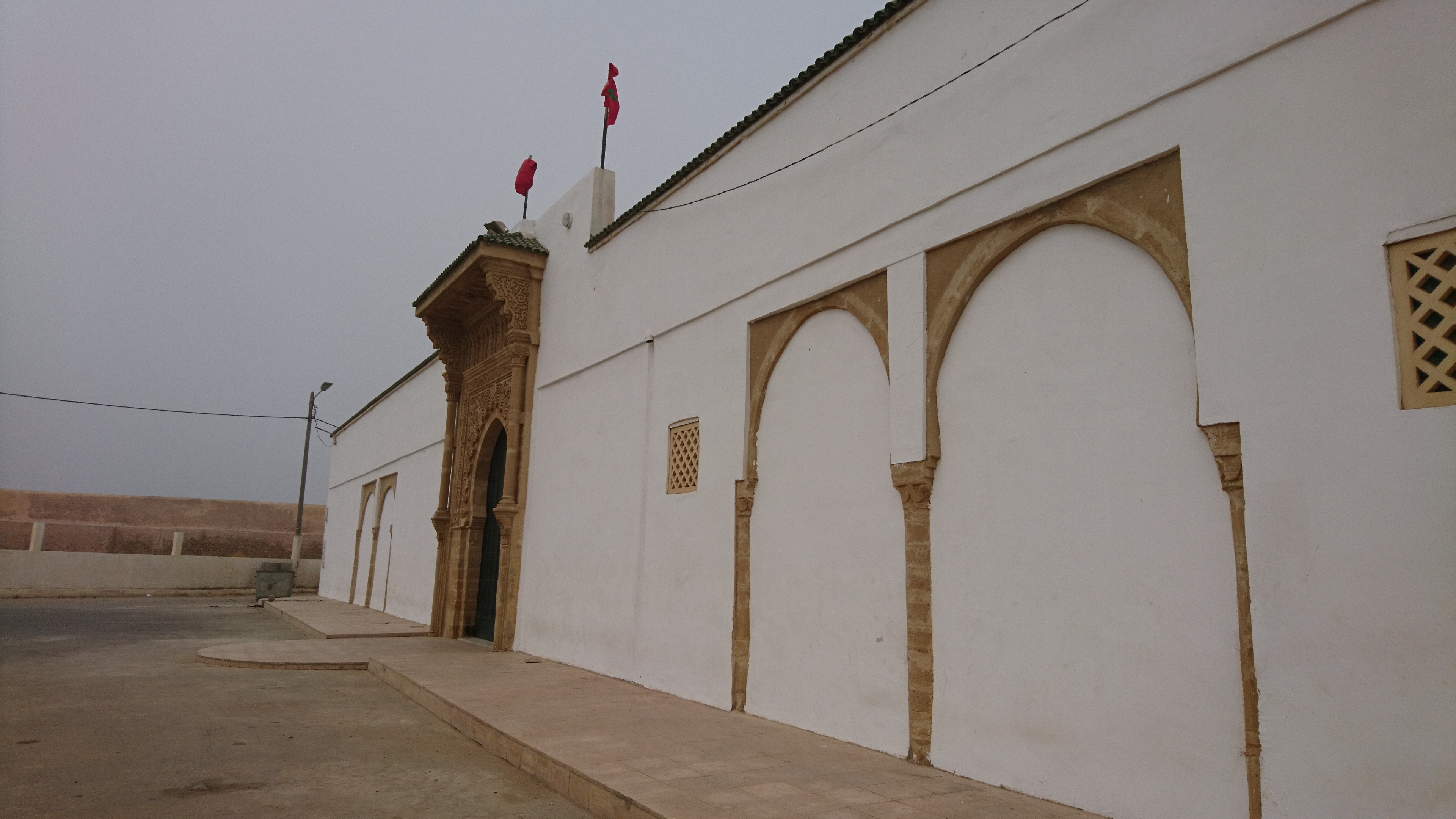

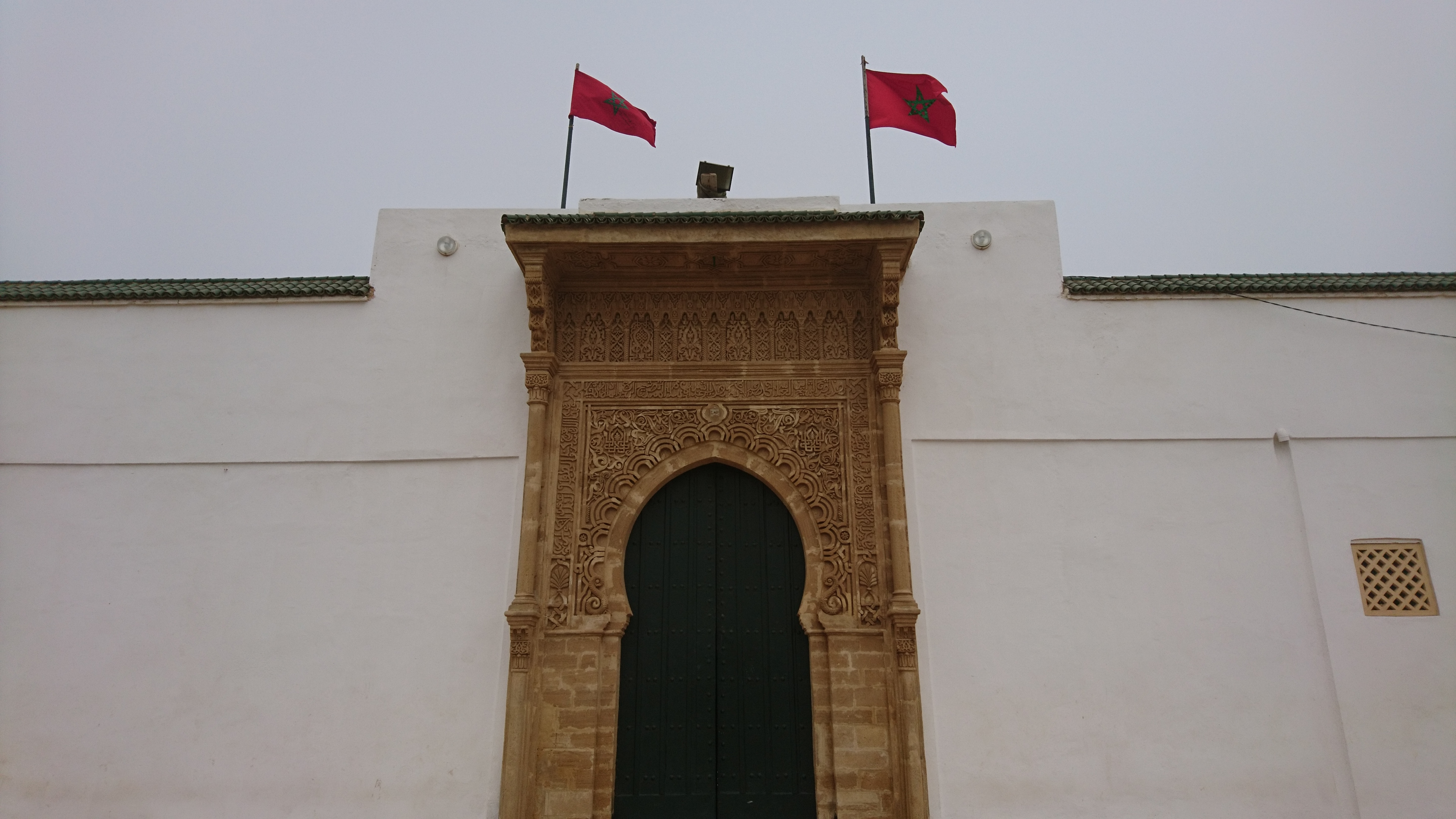

Originario della città di Jimena (sud dell'attuale Spagna), all'epoca facente parte del Sultanato di Granada, trascorse gran parte della sua giovinezza nel porto di Algeciras, dove insegnò recitazione del Corano e divenne discepolo di alcuni maestri sufi locali, come Sīdī Abū Sirḥān Masʿūd al-Ablah. Dopo che fu messo in guardia da al-Ablah della possibile imminente conquista cristiana di Algeciras, colse l'occasione fornita da questa minaccia per eseguire il pellegrinaggio alla Mecca. Al ritorno dall'Oriente, si stabilì assieme alla sorella nel Marocco merinide, dove i due vissero per un periodo di tempo nel quartiere della comunità degli emigrati andalusi di Meknès.

Dopo il matrimonio della sorella, Sīdī ben ʿĀshir lasciò Meknes e raggiunse Rabat, dove divenne un discepolo di Sīdī ʿAbd Allāh al-Yābūrī, un esule andaluso originario dalla città di Évora, che era il responsabile di una Zawiya finanziata dai Merinidi nella necropoli reale di Chella, vicino a Rabat. Qui si guadagnò da vivere insegnando il Corano ai bambini e si dedicò ad esercizi spirituali e a studiare testi classici sufi. 
Quando al-Yabūrī morì, Sīdī ben ʿĀshir attraversò il fiume Bou Regreg e raggiunse Salé, dove si unì alla locale confraternita, la Ṭāʾifa al-Hahiya. Una volta arrivato a Salé, Sīdī ben ʿĀshir si circondò subito di un certo numero di discepoli con cui intraprese lo studio dei testi sufi. In questo periodo iniziò a scrivere e a diffondere vari libri trattanti il misticismo.

Passava molto tempo in ritiro solitario in un giardino vicino alla porta detta Bāb Sebta. Tra i discepoli più noti di Sīdī ben ʿĀshir ci furono l'andaluso Ibn Abbad al-Rundi (m. 1390), lo yemenita Sīdī Muḥammad al-Ḥaḍramī e il maestro shadilita Aḥmad Zarrūq. 
Quando il sultano merinide Abū ʿInān Fāris, che aveva preso il potere deponendo e, forse, facendo anche uccidere il padre Abū l-Ḥasan ʿAlī, cercò il consiglio di Sīdī ben ʿĀshir nel 1342, il mistico cercò in tutti i modi di evitare di incontrarlo. Il mistico scrisse una lettera diretta e franca al sultano, in cui criticava la deposizione del padre e condannava le opinioni che Abū ʿInān aveva sulla giustizia sociale, dicendogli che la giustizia divina lo avrebbe colpito. Gli consigliò di leggere un libro da lui scritto, l' al-Kitāb muḥasibi l-riʾāya li-ḥuqūq Allāh. Abū ʿInān rispose dicendo che accettava le critiche del mistico, ma disse che tutti coloro che detengono il potere sono inevitabilmente ingiusti e dispotici. Pochi anni dopo Abū ʿInān venne assassinato da un suo visir.
Il mausoleo di Sīdī ben ʿĀshir si trova sulla punta occidentale di Salé, e dà il nome al bastione detto anche Borj Adoumoue (Burj al-dumūʿ, lett. "Torre delle lacrime").
La famiglia di Salè degli Ammar (Aʿmār) discende dal santo.